# Eisstock-Weltmeisterschaften
Als Eisstock-Weltmeisterschaften bezeichnet man Welttitelkämpfe im Eisstocksport. Eisstock-Weltmeisterschaften werden für Herren und Damen seit 1983 ausgetragen und finden seit 2012 alle zwei Jahre, seit 2022 alle drei Jahre statt. Bisher wurden 14 Weltmeisterschaften durchgeführt. Die letzte Weltmeisterschaft fand 2022 im italienischen Klobenstein statt.
Titel werden in den Disziplinen Mannschaftsspiel (Herren und Damen), Zielwettbewerb Einzel- und Teamwertung (Herren und Damen) und Weitenwettbewerb Einzel- und Teamwertung (Herren und Damen [ab 2020]) vergeben.

## Ergebnisse Herren

### Ergebnisse im Mannschaftsspiel
| Turnier     | Gold        | Silber      | Bronze      | Austragungsort                      |
| ----------- | ----------- | ----------- | ----------- | ----------------------------------- |
| 15. WM 2025 |             |             |             | Kapfenberg & Stanz, Österreich      |
| 14. WM 2022 | Deutschland | Österreich  | Italien     | Klobenstein, Italien                |
| 13. WM 2020 | Österreich  | Italien     | Deutschland | Regen, Deutschland                  |
| 12. WM 2018 | Deutschland | Österreich  | Italien     | Amstetten, Österreich               |
| 11. WM 2016 | Österreich  | Italien     | Deutschland | Ritten, Italien                     |
| 10. WM 2014 | Italien     | Österreich  | Deutschland | Innsbruck, Österreich               |
| 09. WM 2012 | Deutschland | Österreich  | Italien     | Waldkraiburg, Deutschland           |
| 08. WM 2008 | Deutschland | Italien     | Österreich  | Klobenstein, Italien                |
| 07. WM 2004 | Deutschland | Österreich  | Italien     | Graz, Österreich                    |
| 06. WM 2002 | Deutschland | Österreich  | Italien     | Frauenfeld, Schweiz                 |
| 05. WM 1998 | Deutschland | Italien     | Österreich  | Graz, Österreich                    |
| 04. WM 1994 | Italien     | Slowenien   | Deutschland | Garmisch-Partenkirchen, Deutschland |
| 03. WM 1990 | Deutschland | Österreich  | Schweiz     | Wien, Österreich                    |
| 02. WM 1987 | Österreich  | Deutschland | Italien     | Brixen, Italien                     |
| 01. WM 1983 | Italien     | Deutschland | Jugoslawien | Frankfurt, Deutschland              |

| RF | Land        | G | S | B |
| -- | ----------- | - | - | - |
| 1  | Deutschland | 8 | 2 | 4 |
| 2  | Österreich  | 3 | 7 | 2 |
| 3  | Italien     | 3 | 4 | 6 |
| 4  | Slowenien   | 0 | 1 | 0 |
| 5  | Jugoslawien | 0 | 0 | 1 |
| 6  | Schweiz     | 0 | 0 | 1 |

Stand: WM 2022

### Ergebnisse im Zielwettbewerb (Nationenwertung)
| Turnier     | Gold        | Silber      | Bronze      | Austragungsort                      |
| ----------- | ----------- | ----------- | ----------- | ----------------------------------- |
| 15. WM 2025 |             |             |             | Kapfenberg & Stanz, Österreich      |
| 14. WM 2022 | Deutschland | Österreich  | Italien     | Klobenstein, Italien                |
| 13. WM 2020 | Österreich  | Deutschland | Schweiz     | Regen, Deutschland                  |
| 12. WM 2018 | Deutschland | Italien     | Österreich  | Amstetten, Österreich               |
| 11. WM 2016 | Österreich  | Italien     | Deutschland | Ritten, Italien                     |
| 10. WM 2014 | Österreich  | Brasilien   | Deutschland | Innsbruck, Österreich               |
| 09. WM 2012 | Österreich  | Deutschland | Tschechien  | Waldkraiburg, Deutschland           |
| 08. WM 2008 | Österreich  | Italien     | Deutschland | Klobenstein, Italien                |
| 07. WM 2004 | Italien     | Deutschland | Österreich  | Graz, Österreich                    |
| 06. WM 2002 | Deutschland | Schweiz     | Italien     | Frauenfeld, Schweiz                 |
| 05. WM 1998 | Slowenien   | Deutschland | Österreich  | Graz, Österreich                    |
| 04. WM 1994 | Deutschland | Österreich  | Italien     | Garmisch-Partenkirchen, Deutschland |
| 03. WM 1990 | Deutschland | Italien     | Österreich  | Wien, Österreich                    |
| 02. WM 1987 | Deutschland | Italien     | Österreich  | Brixen, Italien                     |
| 01. WM 1983 | Deutschland | Österreich  | Schweiz     | Frankfurt, Deutschland              |

| RF | Land        | G | S | B |
| -- | ----------- | - | - | - |
| 1  | Deutschland | 7 | 4 | 3 |
| 2  | Österreich  | 5 | 3 | 5 |
| 3  | Italien     | 1 | 5 | 3 |
| 4  | Slowenien   | 1 | 0 | 0 |
| 5  | Schweiz     | 0 | 1 | 2 |
| 6  | Brasilien   | 0 | 1 | 0 |
| 7  | Tschechien  | 0 | 0 | 1 |

Stand: WM 2022

### Ergebnisse im Weitenwettbewerb (Nationenwertung)
| Turnier     | Gold        | Silber      | Bronze             | Austragungsort                      |
| ----------- | ----------- | ----------- | ------------------ | ----------------------------------- |
| 15. WM 2025 |             |             |                    | Kapfenberg & Stanz, Österreich      |
| 14. WM 2022 | Deutschland | Österreich  | Italien            | Ritten, Italien                     |
| 13. WM 2020 | Deutschland | Österreich  | Slowenien          | Regen, Deutschland                  |
| 12. WM 2018 | Österreich  | Deutschland | Italien            | Winklarn, Österreich                |
| 11. WM 2016 | Österreich  | Deutschland | Italien            | Ritten, Italien                     |
| 10. WM 2014 | Österreich  | Deutschland | Italien            | Innsbruck, Österreich               |
| 09. WM 2012 | Österreich  | Deutschland | Italien            | Waldkraiburg, Deutschland           |
| 08. WM 2008 | Österreich  | Deutschland | Italien            | Klobenstein, Italien                |
| 07. WM 2004 | Österreich  | Deutschland | Italien            | Graz, Österreich                    |
| 06. WM 2002 | Österreich  | Deutschland | Italien            | Frauenfeld, Schweiz                 |
| 05. WM 1998 | Deutschland | Österreich  | Vereinigte Staaten | Graz, Österreich                    |
| 04. WM 1994 | Österreich  | Deutschland | Italien            | Garmisch-Partenkirchen, Deutschland |
| 03. WM 1990 | Österreich  | Deutschland | Italien            | Wien, Österreich                    |
| 02. WM 1987 | Österreich  | Deutschland | Italien            | Brixen, Italien                     |
| 01. WM 1983 | Deutschland | Österreich  | Italien            | Frankfurt, Deutschland              |

| RF | Land               | G  | S  | B  |
| -- | ------------------ | -- | -- | -- |
| 1  | Österreich         | 10 | 4  | 0  |
| 2  | Deutschland        | 4  | 10 | 0  |
| 3  | Italien            | 0  | 0  | 12 |
| 4  | Vereinigte Staaten | 0  | 0  | 1  |
| 5  | Slowenien          | 0  | 0  | 1  |

Stand: WM 2022

## Ergebnisse Damen

### Ergebnisse im Mannschaftsspiel
| Turnier     | Gold        | Silber      | Bronze      | Austragungsort                      |
| ----------- | ----------- | ----------- | ----------- | ----------------------------------- |
| 15. WM 2025 |             |             |             | Kapfenberg & Stanz, Österreich      |
| 14. WM 2022 | Deutschland | Österreich  | Italien     | Klobenstein, Italien                |
| 13. WM 2020 | Deutschland | Österreich  | Italien     | Regen, Deutschland                  |
| 12. WM 2018 | Österreich  | Deutschland | Italien     | Amstetten, Österreich               |
| 11. WM 2016 | Italien     | Österreich  | Deutschland | Ritten, Italien                     |
| 10. WM 2014 | Deutschland | Italien     | Österreich  | Innsbruck, Österreich               |
| 09. WM 2012 | Österreich  | Tschechien  | Italien     | Waldkraiburg, Deutschland           |
| 08. WM 2008 | Italien     | Deutschland | Österreich  | Klobenstein, Italien                |
| 07. WM 2004 | Deutschland | Österreich  | Italien     | Graz, Österreich                    |
| 06. WM 2002 | Deutschland | Schweiz     | Italien     | Frauenfeld, Schweiz                 |
| 05. WM 1998 | Deutschland | Schweiz     | Österreich  | Graz, Österreich                    |
| 04. WM 1994 | Österreich  | Deutschland | Italien     | Garmisch-Partenkirchen, Deutschland |
| 03. WM 1990 | Deutschland | Österreich  | Schweiz     | Wien, Österreich                    |
| 02. WM 1987 | Österreich  | Deutschland | Italien     | Brixen, Italien                     |
| 01. WM 1983 | Deutschland | Schweiz     | Italien     | Frankfurt, Deutschland              |

| RF | Land        | G | S | B |
| -- | ----------- | - | - | - |
| 1  | Deutschland | 8 | 4 | 1 |
| 2  | Österreich  | 4 | 5 | 3 |
| 3  | Italien     | 2 | 1 | 9 |
| 4  | Schweiz     | 0 | 3 | 1 |
| 5  | Tschechien  | 0 | 1 | 0 |

Stand: WM 2022

### Ergebnisse im Zielwettbewerb (Nationenwertung)
| Turnier     | Gold        | Silber      | Bronze      | Austragungsort                      |
| ----------- | ----------- | ----------- | ----------- | ----------------------------------- |
| 15. WM 2025 |             |             |             | Kapfenberg & Stanz, Österreich      |
| 14. WM 2022 | Italien     | Österreich  | Deutschland | Klobenstein, Italien                |
| 13. WM 2020 | Österreich  | Deutschland | Italien     | Regen, Deutschland                  |
| 12. WM 2018 | Österreich  | Deutschland | Slowenien   | Amstetten, Österreich               |
| 11. WM 2016 | Österreich  | Deutschland | Italien     | Ritten, Italien                     |
| 10. WM 2014 | Österreich  | Deutschland | Slowenien   | Innsbruck, Österreich               |
| 09. WM 2012 | Deutschland | Österreich  | Italien     | Waldkraiburg, Deutschland           |
| 08. WM 2008 | Deutschland | Italien     | Österreich  | Klobenstein, Italien                |
| 07. WM 2004 | Österreich  | Deutschland | Italien     | Graz, Österreich                    |
| 06. WM 2002 | Deutschland | Italien     | Slowenien   | Frauenfeld, Schweiz                 |
| 05. WM 1998 | Österreich  | Deutschland | Italien     | Graz, Österreich                    |
| 04. WM 1994 | Österreich  | Deutschland | Italien     | Garmisch-Partenkirchen, Deutschland |
| 03. WM 1990 | Österreich  | Deutschland | Italien     | Wien, Österreich                    |
| 02. WM 1987 | Deutschland | Österreich  | Italien     | Brixen, Italien                     |
| 01. WM 1983 | Italien     | Deutschland | Schweiz     | Frankfurt, Deutschland              |

| RF | Land        | G | S | B |
| -- | ----------- | - | - | - |
| 1  | Österreich  | 8 | 3 | 1 |
| 2  | Deutschland | 4 | 9 | 1 |
| 3  | Italien     | 2 | 2 | 8 |
| 4  | Slowenien   | 0 | 0 | 3 |
| 5  | Schweiz     | 0 | 0 | 1 |

Stand: WM 2022

### Ergebnisse im Weitenwettbewerb (Nationenwertung)
| Turnier     | Gold       | Silber      | Bronze      | Austragungsort                 |
| ----------- | ---------- | ----------- | ----------- | ------------------------------ |
| 03. WM 2025 |            |             |             | Kapfenberg & Stanz, Österreich |
| 02. WM 2022 | Österreich | Italien     | Deutschland | Ritten, Italien                |
| 01. WM 2020 | Österreich | Deutschland | Italien     | Regen, Deutschland             |

| RF | Land        | G | S | B |
| -- | ----------- | - | - | - |
| 1  | Österreich  | 2 | 0 | 0 |
| 2  | Deutschland | 0 | 1 | 1 |
| 2  | Italien     | 0 | 1 | 1 |

Stand: WM 2022

### Ergebnisse im Weitenwettbewerb (Einzelwertung)
| Turnier     | Gold                                   | Silber                                   | Bronze                            | Austragungsort                 |
| ----------- | -------------------------------------- | ---------------------------------------- | --------------------------------- | ------------------------------ |
| 03. WM 2025 |                                        |                                          |                                   | Kapfenberg & Stanz, Österreich |
| 02. WM 2022 | Lisa-Marie Stampfl Österreich 141,32 m | Sabrina Engelbrecht Deutschland 140,15 m | Evelyn Perhab Österreich 139,20 m | Ritten, Italien                |
| 01. WM 2020 | Nina Neugebauer Österreich 99,62 m     | Chrysanthe Psychogios Australien 98,84 m | Birgit Wagner Deutschland 97,88 m | Regen, Deutschland             |

| RF | Land        | G | S | B |
| -- | ----------- | - | - | - |
| 1  | Österreich  | 2 | 0 | 1 |
| 2  | Deutschland | 0 | 1 | 1 |
| 2  | Australien  | 0 | 1 | 0 |

Stand: WM 2022